# Гаварагет
Гаварагет (јерм. Գավառագետ) је река у Јерменији, у марзу Гехаркуник.
Извире испод северних обронака планине Спитакасар у планинском систему Гегамских планина на надморској висини од 3.320 метара. Улива се у Мали Севан, 8 km низводно од града Гавара. Укупна дужина тока је 24 km, просечан проток износи 3,5 m³/s. Њене воде се користе за наводњавање, а на њој је изграђена и мања хидроелектрана. Просечан пад је 55 м/км.
За разлику од горњег дела тока који је препун брзака, у доњем делу тока Гаварагет образује пространу долину која је на обали стешњена између две ниже вулканске греде а изграђена је углавном од седиментних стена.